# Campionati mondiali di biathlon 1989
I Campionati mondiali di biathlon 1989 si svolsero dal 7 al 12 febbraio a Feistritz an der Drau, in Austria; per la prima volta le gare maschili e quelle femminili si disputarono nella stessa località. In questa edizione la gara individuale femminile venne portata da 10 a 15 km e la sprint da 5 a 7,5; vennero inoltre introdotte le gare a squadre, sia per gli uomini che per le donne, e la staffetta femminile passò dalla formula 3x5 km alla formula 3x7,5 km.

## Risultati

### Uomini

#### Sprint 10 km
| Posizione | Atleta              | Nazione          | Tempo   | Penalità |
| --------- | ------------------- | ---------------- | ------- | -------- |
| 1         | Frank Luck          | Germania Est     | 28.08,7 | 0+0      |
| 2         | Eirik Kvalfoss      | Norvegia         | 28.14,1 | 1+0      |
| 3         | Jurij Kaškarov      | Unione Sovietica | 28.32,7 | 0+1      |
| 4         | Johann Passler      | Italia           | 28.39,1 | 0+1      |
| 5         | Frank-Peter Roetsch | Germania Est     | 28.44,5 | 1+1      |
| 6         | Sylfest Glimsdal    | Norvegia         | 28.47,9 | 0+2      |
| 7         | Sergej Čepikov      | Unione Sovietica | -       |          |
| 8         | Aljaksandr Papoŭ    | Unione Sovietica | -       |          |
| 9         | Birk Anders         | Germania Est     | -       |          |
| 10        | Andreas Zingerle    | Italia           | -       |          |

11 febbraio

#### Individuale 20 km
| Posizione | Atleta              | Nazione          | Tempo     | Penalità |
| --------- | ------------------- | ---------------- | --------- | -------- |
| 1         | Eirik Kvalfoss      | Norvegia         | 58.13,0   | 0+0+0+1  |
| 2         | Gisle Fenne         | Norvegia         | 59.20,8   | 0+0+0+0  |
| 3         | Fritz Fischer       | Germania Ovest   | 1:00.48,1 | 0+2+0+0  |
| 4         | Frank Luck          | Germania Est     | 1:00.50,8 | 0+2+0+0  |
| 5         | Andreas Zingerle    | Italia           | 1:01.01,8 | 0+0+0+1  |
| 6         | Spas Slatev         | Bulgaria         | 1:01.03,8 | 0+1+0+0  |
| 7         | Sergej Čepikov      | Unione Sovietica | -         |          |
| 8         | Frank-Peter Roetsch | Germania Est     | -         |          |
| 9         | Alfred Eder         | Austria          | -         |          |
| 10        | Franz Wudy          | Germania Ovest   | -         |          |

7 febbraio

#### Staffetta 4x7,5 km
| Posizione | Nazione          | Atleti                                                        | Tempo |
| --------- | ---------------- | ------------------------------------------------------------- | ----- |
| 1         | Germania Est     | Frank Luck André Sehmisch Birk Anders Frank-Peter Roetsch     | -     |
| 2         | Unione Sovietica | Jurij Kaškarov Sergej Čepikov Aljaksandr Papoŭ Sergej Bulygin | -     |
| 3         | Norvegia         | Geir Einang Sylfest Glimsdal Gisle Fenne Eirik Kvalfoss       | -     |

12 febbraio

#### Gara a squadre
| Posizione | Nazione          | Atleti                                                        | Tempo |
| --------- | ---------------- | ------------------------------------------------------------- | ----- |
| 1         | Unione Sovietica | Jurij Kaškarov Sergej Čepikov Aljaksandr Papoŭ Sergej Bulygin | -     |
| 2         | Germania Ovest   | Herbert Fritzenwenger Franz Wudy Georg Fischer Fritz Fischer  | -     |
| 3         | Germania Est     | Raik Dittrich Andreas Heymann Steffen Hoos André Sehmisch     | -     |
| 4         | Italia           | Werner Kiem Wilfried Pallhuber Simon Demetz Hubert Leitgeb    | -     |
| 5         | Finlandia        | Toivo Mäkikyro Juha Tella Harri Eloranta Tapio Piipponen      | -     |
| 5         | Svezia           | Lars Wiklund Leif Andersson Roger Westling Mikael Löfgren     | -     |

9 febbraio

### Donne

#### Sprint 7,5 km
| Posizione | Atleta                | Nazione          | Tempo |
| --------- | --------------------- | ---------------- | ----- |
| 1         | Anne Elvebakk         | Norvegia         | -     |
| 2         | Cvetana Krăsteva      | Bulgaria         | -     |
| 3         | Natal'ja Prikazčikova | Unione Sovietica | -     |
| 4         | Svetlana Pečërskaja   | Unione Sovietica | -     |
| 5         | Elena Golovina        | Unione Sovietica | -     |
| 6         | Jiřina Pelcová        | Cecoslovacchia   | -     |
| 7         | Inga Kesper           | Germania Ovest   | -     |
| 8         | Marija Manolova       | Bulgaria         | -     |
| 9         | Pirjo Mattila         | Finlandia        | -     |
| 10        | Kerryn Pethybridge    | Australia        | -     |

11 febbraio

#### Individuale 15 km
| Posizione | Atleta              | Nazione          | Tempo |
| --------- | ------------------- | ---------------- | ----- |
| 1         | Petra Behle         | Germania Ovest   | -     |
| 2         | Anne Elvebakk       | Norvegia         | -     |
| 3         | Svetlana Pečërskaja | Unione Sovietica | -     |
| 4         | Luiza Noskova       | Unione Sovietica | -     |
| 5         | Martina Stede       | Germania Ovest   | -     |
| 6         | Cvetana Krăsteva    | Bulgaria         | -     |
| 7         | Synnøve Berntsen    | Norvegia         | -     |
| 8         | Elena Golovina      | Unione Sovietica | -     |
| 9         | Pirjo Mattila       | Finlandia        | -     |
| 10        | Mona Bollerud       | Norvegia         | -     |

7 febbraio

#### Staffetta 3x7,5 km
| Posizione | Nazione          | Atlete                                                   | Tempo |
| --------- | ---------------- | -------------------------------------------------------- | ----- |
| 1         | Unione Sovietica | Natal'ja Prikazčikova Svetlana Pečërskaja Elena Golovina | -     |
| 2         | Bulgaria         | Cvetana Krăsteva Marija Manolova Nadežda Aleksieva       | -     |
| 3         | Cecoslovacchia   | Eva Háková Renata Novotná Jiřina Pelcová                 | -     |
| 4         | Germania Ovest   | Martina Stede Petra Behle Dorina Pieper                  | -     |
| 5         | Norvegia         | Synnøve Thoresen Anne Elvebakk Elin Kristiansen          | -     |

12 febbraio

#### Gara a squadre
| Posizione | Nazione          | Atlete                                                                 | Tempo |
| --------- | ---------------- | ---------------------------------------------------------------------- | ----- |
| 1         | Unione Sovietica | Natal'ja Prikazčikova Svetlana Pečërskaja Luiza Noskova Elena Golovina | -     |
| 2         | Norvegia         | Synnøve Thoresen Elin Kristiansen Anne Elvebakk Mona Bollerud          | -     |
| 3         | Germania Ovest   | Inga Kesper Daniela Hörburger Dorina Pieper Petra Behle                | -     |
| 4         | Bulgaria         | Cvetana Krăsteva Nadežda Aleksieva Marija Manolova Iva Karagiozova     | -     |
| 5         | Finlandia        | Sari Kokko Tuijla Vuokisala Pirjo Mattila Seija Hyytiäinen             | -     |

9 febbraio

## Medagliere per nazioni
| Posizione | Nazione          | Oro | Argento | Bronzo | Totale |
| --------- | ---------------- | --- | ------- | ------ | ------ |
| 1         | Unione Sovietica | 3   | 1       | 3      | 7      |
| 2         | Norvegia         | 2   | 4       | 1      | 7      |
| 3         | Germania Est     | 2   | 0       | 1      | 3      |
| 4         | Germania Ovest   | 1   | 1       | 2      | 4      |
| 5         | Bulgaria         | 0   | 2       | 0      | 2      |
| 6         | Cecoslovacchia   | 0   | 0       | 1      | 1      |